# Đoàn Thị Hảo
Đoàn Thị Hảo (sinh ngày 28 tháng 12 năm 1966) là một nữ chính trị gia người Việt Nam, dân tộc Tày. Bà hiện là đại biểu quốc hội Việt Nam khóa XV nhiệm kì 2021-2026, thuộc đoàn đại biểu quốc hội tỉnh Thái Nguyên , Phó Trưởng Đoàn đại biểu Quốc hội hoạt động chuyên trách khóa XV, phụ trách Đoàn đại biểu Quốc hội tỉnh Thái Nguyên.
Bà đã trúng cử đại biểu quốc hội năm 2016 ở đơn vị bầu cử số 2, tỉnh Thái Nguyên (gồm thành phố Thái Nguyên, huyện Đồng Hỷ, huyện Võ Nhai) được 232.323 phiếu, đạt tỷ lệ 67,03% số phiếu hợp lệ.

## Xuất thân
Đoàn Thị Hảo sinh ngày 28 tháng 12 năm 1966 quê quán ở xã Quang Lang, huyện Chi Lăng, tỉnh Lạng Sơn.
Bà hiện cư trú ở tổ 13, phường Phan Đình Phùng, thành phố Thái Nguyên, tỉnh Thái Nguyên.

## Giáo dục
- Giáo dục phổ thông: 10/10
- Cử nhân sư phạm Ngữ văn, Đại học Công đoàn
- Thạc sĩ Quản lý giáo dục
- Cao cấp lí luận chính trị

## Sự nghiệp
Bà gia nhập Đảng Cộng sản Việt Nam vào ngày 09/6/1996.
Bà từng là đại biểu hội đồng nhân dân Tỉnh Thái Nguyên khóa 11 (2004- 2011); khóa 12 (2011-2016).
Khi ứng cử đại biểu Quốc hội Việt Nam khóa 14 vào tháng 5 năm 2016 bà đang là Ủy viên Ban Thường vụ Tỉnh ủy, Bí thư Thành ủy Thái Nguyên, tỉnh Thái Nguyên;
Bà đã trúng cử đại biểu quốc hội năm 2016 ở đơn vị bầu cử số 2, tỉnh Thái Nguyên (gồm thành phố Thái Nguyên, huyện Đồng Hỷ, huyện Võ Nhai) được 232.323 phiếu, đạt tỷ lệ 67,03% số phiếu hợp lệ.
Bà hiện là đại biểu Quốc hội khoá 15, Ủy viên Ban Thường vụ Tỉnh ủy, Ủy viên Ủy ban Về các vấn đề xã hội, Phó Trưởng đoàn Đại biểu Quốc hội khoá 15 tỉnh Thái Nguyên.
Nguyên Bí thư Thành ủy Thái Nguyên, tỉnh Thái Nguyên, Ủy viên Ủy ban Các vấn đề xã hội của Quốc hội khoá 14
Bà đang làm việc ở Thành ủy Thái Nguyên, tỉnh Thái Nguyên.